# Ballon d'Alsace
Pour les articles homonymes, voir Ballon et Alsace (homonymie).
Le ballon d'Alsace est un sommet situé dans la partie méridionale du massif vosgien, aux confins des départements du Haut-Rhin, des Vosges et du Territoire de Belfort.

## Toponymie
Selon l'historien Alban Fournier, le ballon d'Alsace portait plutôt autrefois le nom de « ballon de Lorraine », mais aussi, par les locaux, les noms de « ballon de Saint-Maurice » et « ballon de Giromagny ». Ce changement de nom ne serait qu’une erreur de retranscription topographique réalisée autrefois par l’état-major.

## Géographie

### Situation
Le ballon d'Alsace, qui culmine à 1 247 mètres d'altitude, est l'un des premiers sommets significatifs lorsqu'on aborde le massif des Vosges par le sud. Il offre ainsi un large panorama, la Forêt-Noire à l'est, le Jura, la trouée de Belfort et, par temps clair, la chaîne des Alpes bernoises et le mont Blanc au sud, et les crêtes des Vosges au nord.

### Topographie
Le ballon d’Alsace et l'ensemble de son massif se trouvent dans le parc naturel régional des Ballons des Vosges. Il est le point culminant d'un sous-ensemble correspondant aux Vosges méridionales et relié au reste du massif vosgien par une unique ligne de crête séparant la Vallée de la Haute Moselle en Lorraine de la vallée de la Doller en Alsace, et située au nord-est. Ce massif se raccorde à celui commandé par la Haute Bers, véritable point culminant du sud des Vosges, la Haute Bers étant en effet plus élevée de quelques mètres.
La zone sommitale se trouve à la limite entre les départements du Territoire de Belfort, des Vosges et du Haut-Rhin. La montagne n'offre pas de cime marquée, mais un vaste sommet déprimé, présentant en plan une forme de fer à cheval, dont la branche est comprend le point culminant à 1 247 mètres, et dont la branche ouest atteint une altitude très proche, à 1 241 mètres.
Côté est et nord-est, les pentes très raides de l'Oberalfeld, des roches de Morteville, du couloir de la Vierge ou encore de celui de Birkel, offrent un aspect quasi alpin, avec une végétation rabougrie, car l'enneigement y est souvent long et important. Les vents d'ouest étant dominants, c'est sur ce versant est que s'accumule la neige soufflée, pouvant former d'impressionnantes corniches ne disparaissant parfois qu'en été. Le secteur est fréquenté par des skieurs hors piste, toutefois les pentes raides le soumettent à un fort risque d'avalanche qu'il convient d'évaluer. En contrebas et sur les sommets voisins se trouvent la station de ski du Ballon d'Alsace et ses seize pistes. La station est par ailleurs réputée pour son panorama et pour son niveau technique au secteur du Grand Langenberg ainsi que pour son couloir de Boedele (le Trou de la chaudière).

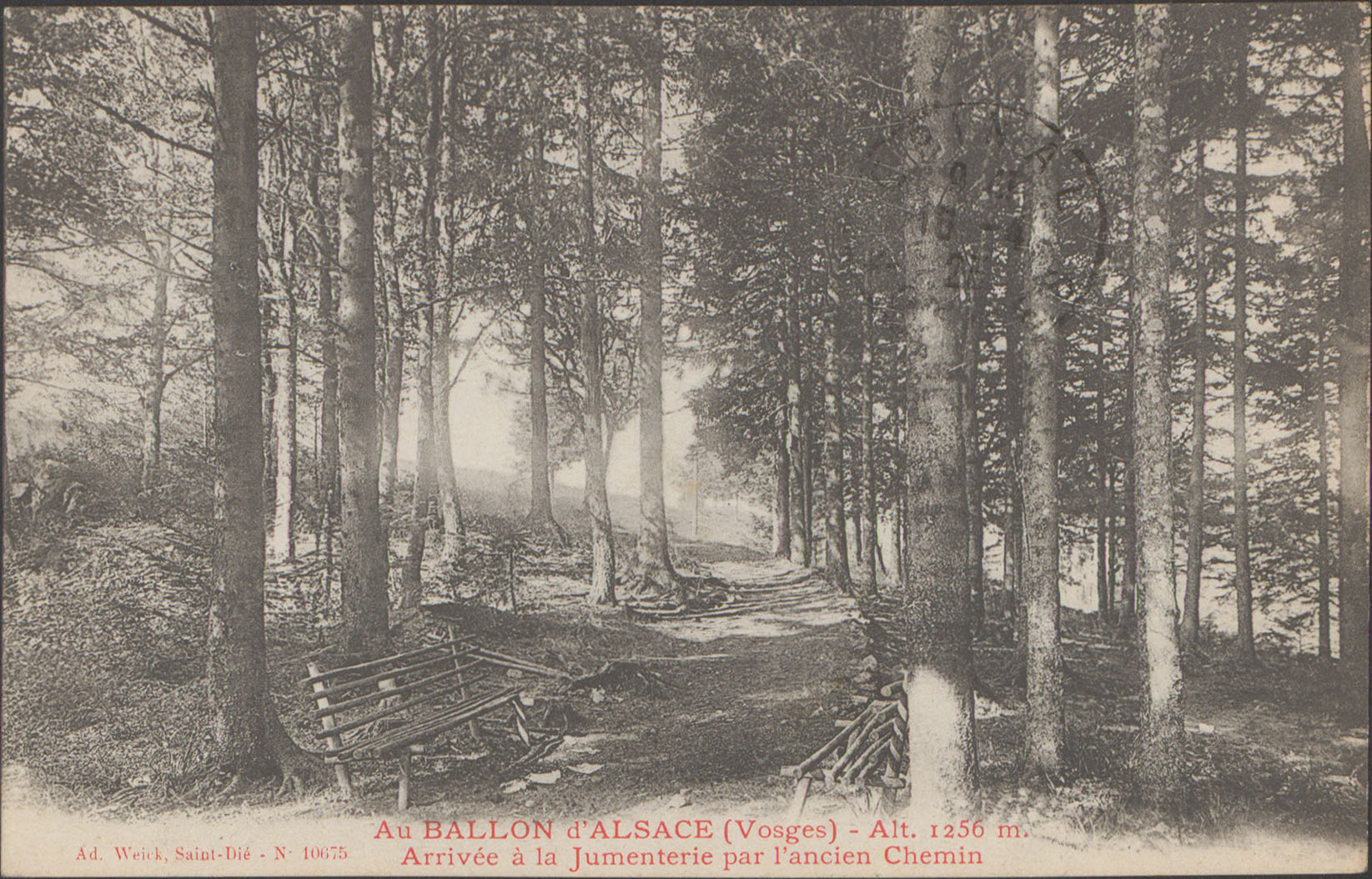
Arrivée à la Jumenterie par l'ancien chemin (carte postale Adolphe Weick).

Au nord, on rencontre des pentes plus douces, rejoignant le site de la Jumenterie, ancien élevage royal de chevaux. C'est ce versant, le plus doux, que l'on voir depuis la vallée de la Haute Moselle.
À l'ouest, la pente est de nouveau relativement forte, et est occupée par la marge orientale du vaste massif forestier centré sur le ballon de Servance, que l'on voit non loin, et dont une partie importante est une réserve naturelle.
Outre le ballon d'Alsace proprement dit et quelques petits sommets proches (Tête Ronde, Tête des Redoutes...), le massif du ballon d'Alsace comprend :
- à l'ouest, le ballon de Servance, point culminant de la Vallée du Rahin et des Vosges Saônoises (Haute-Saône) entouré de rares petits sommets ou plateaux à plus de 1 000 mètres, et dont les derniers contreforts viennent mourir au sud-ouest dans la région de Fresse et Champagney ;
- au sud-ouest, la Planche des Belles Filles, point culminant d'une ligne de crête séparant la Haute-Saône du Territoire de Belfort et comprenant quelques petits sommets à plus de 1 100 mètres, dont le ballon Saint-Antoine, qui s'interrompt dans la région des Auxelles ;
- au sud-est, les prairies du Plain de la Gentiane, du Wissgrut, du Tremontkopf, puis le Baerenkopf, petits sommets jalonnant la ligne de crête qui sépare le Haut-Rhin du Territoire de Belfort et vient mourir à la montagne des Boulles entre Rougemont-le-Château et Masevaux ;
- au nord-est, la ligne de crête rejoignant le massif de la Haute Bers, dont l'altitude n'est jamais inférieure à 1 100 mètres, et qui sépare la vallée lorraine des Charbonniers, de la vallée alsacienne de la Doller, reliées par le col des Charbonniers.

Le ballon d'Alsace a la triple particularité d'être un sommet bien individualisé, visible et identifiable de loin en raison de sa forme (large sommet recouvert de prairies, et versant oriental très abrupt), d'être très facile d'accès par une route reliant les trois régions, au carrefour des trois vallées de la Moselle, de la Doller et de la Savoureuse, et d'offrir de beaux panoramas, tant sur les Vosges elles-mêmes que sur la Forêt-Noire et les Alpes suisses par beau temps.

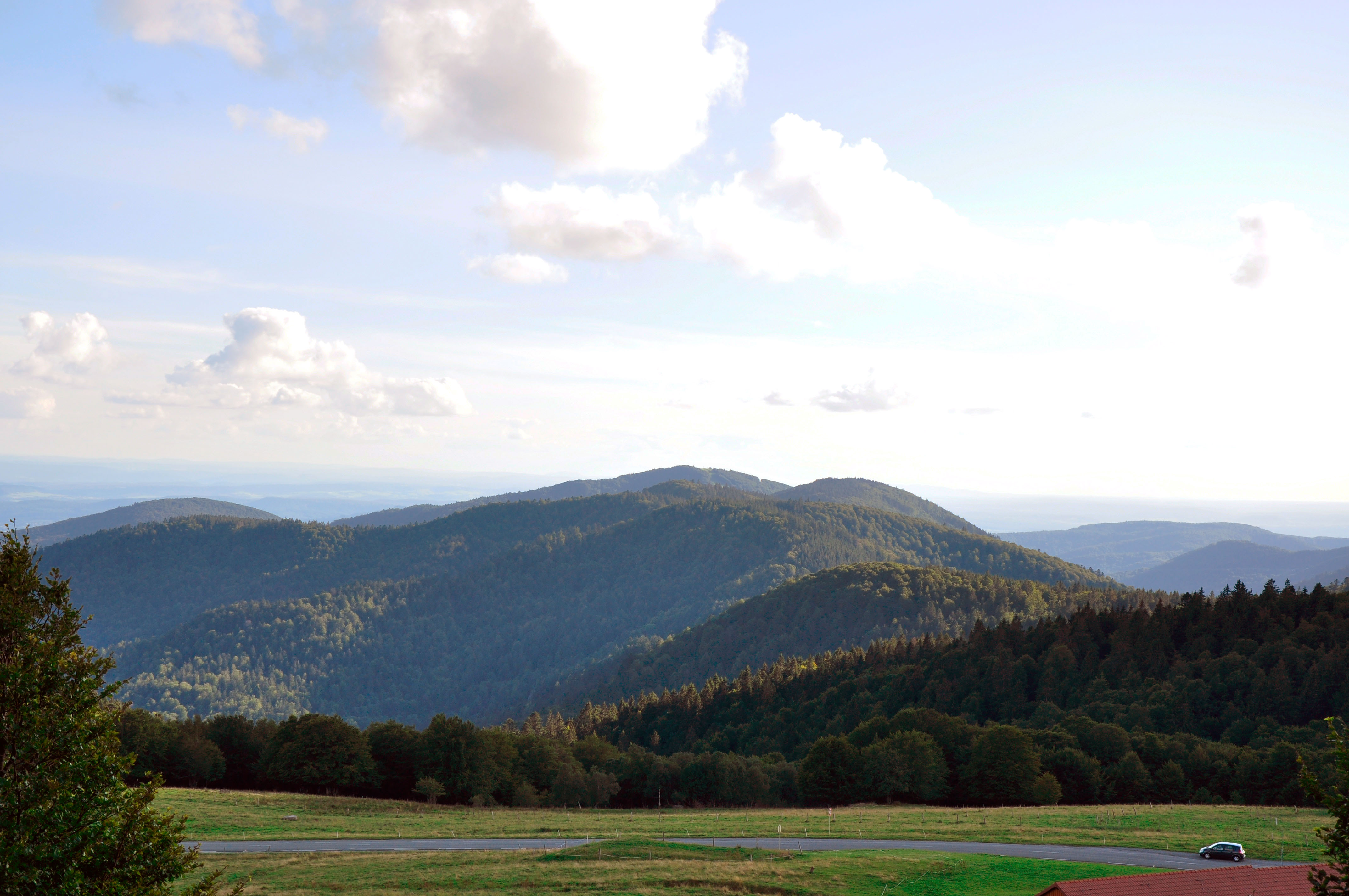
Vue depuis le sommet, au-dessus de la ferme-auberge ; la route du sommet est visible au premier plan.
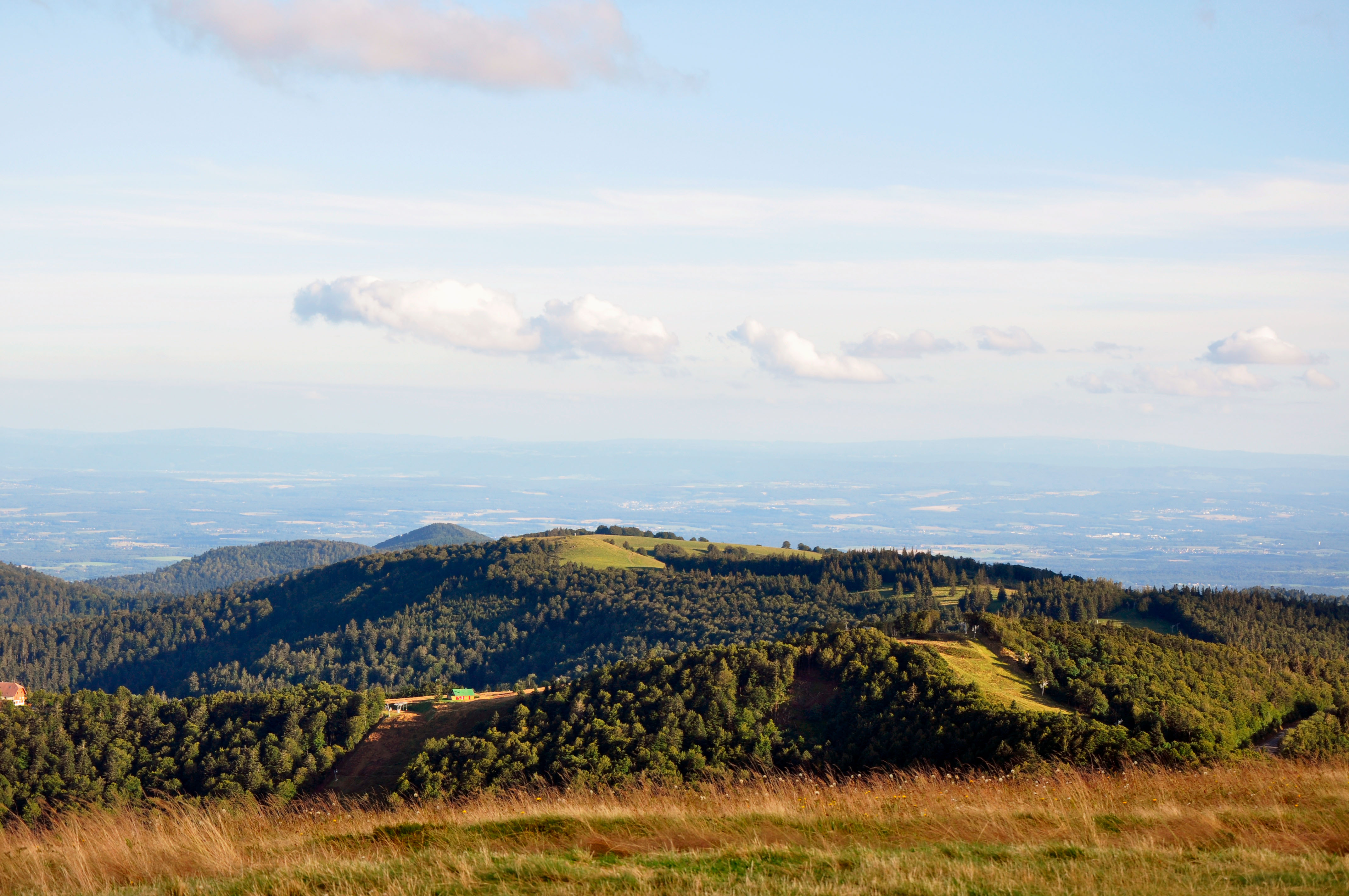
Vue du Plain de la Gentiane depuis le ballon d'Alsace.
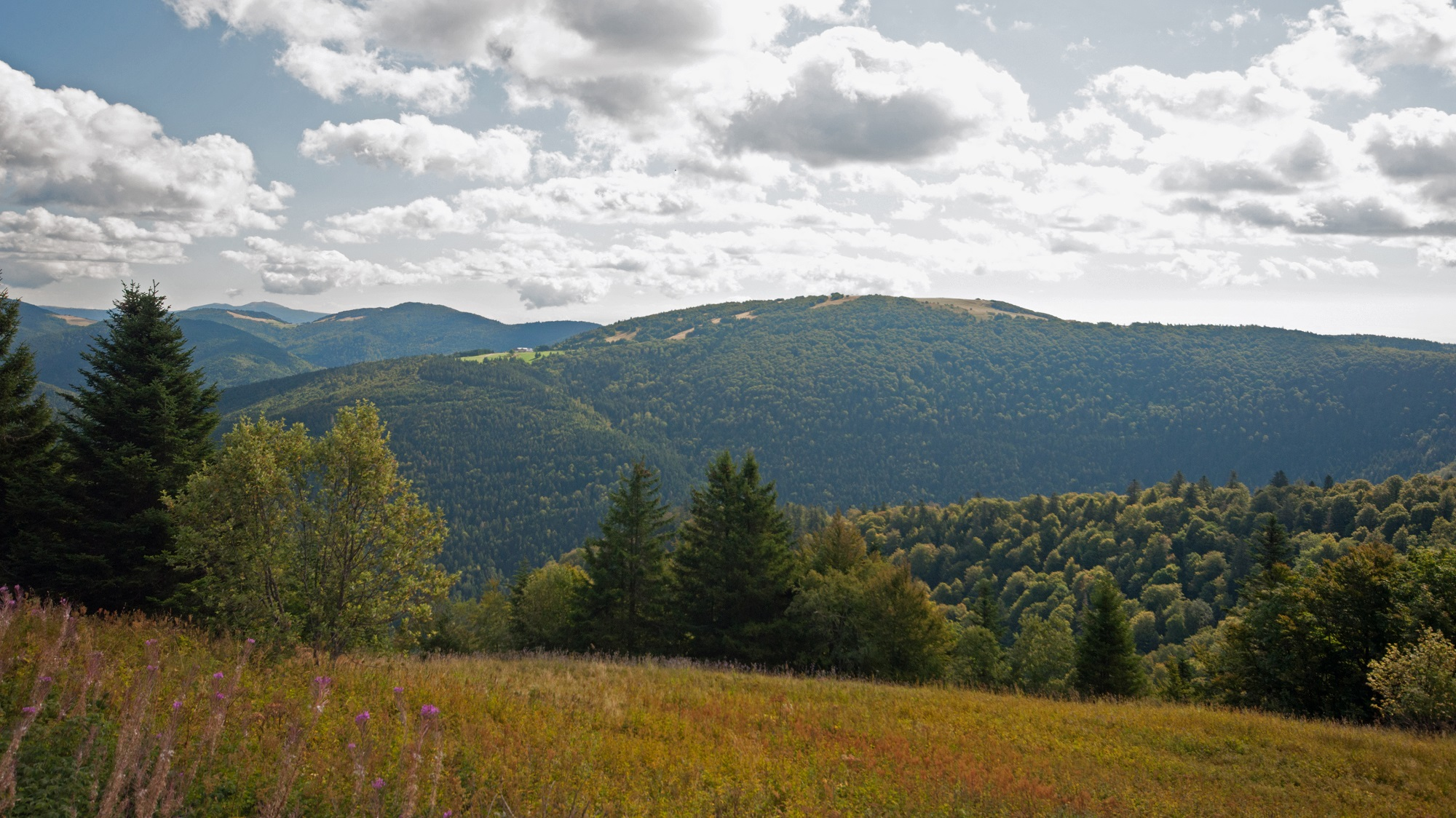
Vue du ballon d'Alsace depuis le ballon de Servance et plus précisément depuis le balcon du refuge du Luthier (cabane Sailley)[3].

### Hydrographie
Sur le versant sud du sommet se trouvent les longues pentes herbeuses donnant naissance à la rivière Savoureuse, qui appartient au bassin versant du Rhône, ainsi que les ruisseaux qui se forment dans le versant occidental de la montagne. Au nord et à l'est, les écoulements issus du Ballon alimentent le bassin versant du Rhin, en particulier ceux formant la Doller.

### Géologie
Le massif est constitué de granites dits « des ballons ». Des moraines et des verrous sont présents dans les environs.

### Climat
Le climat du ballon d'Alsace est de type montagnard ; il en résulte des précipitations très abondantes liées aux entrées d'air océaniques, des hivers longs et rudes, et des étés doux de par l'altitude. Ainsi, il n'est pas rare d'avoir de la neige et une ouverture du domaine skiable fin novembre.
Le record absolu de hauteur de neige enregistré après-guerre est de 3,20 mètres le 7 mars 2006 (ancien record 2,85 m).

### Faune et flore
La montagne présente une flore variée et particulière, avec de vastes forêts de hêtres, une grande variété de mousses... Au-dessus d'une altitude proche de 1 000 mètres, la forêt fait place aux chaumes, zones prairiales où se dressent quelques hêtres anémomorphosés et où l'on peut trouver la gentiane jaune et la myrtille.
Le massif abrite une faune remarquable comprenant des chamois, de nombreux oiseaux (parmi lesquels : faucon pèlerin, grand Corbeau, bec-croisé des sapins, cassenoix moucheté) et le lynx.
C'est aussi un lieu de passage pour l'avifaune migratrice.

## Histoire
La montagne est en soi un élément patrimonial : le ballon d'Alsace est candidat pour recevoir le label grand site national et fait partie d'un site classé par décret du 5 juillet 1982 pour son caractère pittoresque,.
Henri II de Lorraine, duc de Lorraine, a créé un élevage de chevaux en 1618 pour améliorer la race chevaline. Il est à l'origine du cheval lorrain, surnommé le haretard. Cette expérience a cessé dès 1621. Il a monté six étés durant sa jumenterie ducale au ballon d’Alsace à l’endroit dénommé la Jumenterie ,,,,,.
La route reliant la vallée de la Moselle au nord aux vallées de la Savoureuse au sud et celle de la Doller à l'est franchit un col proche du sommet, à l'altitude de 1 171 mètres. La première de ces voies de communication a été voulue par le roi Louis XV.
Le ballon d'Alsace et son massif ont longtemps formé une barrière difficile à franchir entre la Lorraine d'une part, et la Franche-Comté et la Suisse romande d'autre part. Côté lorrain, l'ancienne voie romaine de Metz à Bâle offrait un passage vers l'Alsace par le col de Bussang, mais ce trajet rallongeait considérablement le temps du parcours jusqu'aux reliefs du Jura. En août 1751, l'Intendance d'Alsace envoie son directeur des Ponts et Chaussées, Jean-Baptiste de Clinchamp, étudier la faisabilité d'une route passant par le ballon et permettant de relier la vallée de la Moselle à celle de la Savoureuse et à la Trouée de Belfort. L'objectif est alors de faciliter le commerce des grains et du sel des mines de Lorraine, vers la Suisse. La route permettra aussi de desservir les marcairies de la duchesse de Mazarin et de l'abbaye de Masevaux. Les travaux sont entrepris en 1753 grâce au système de la corvée. La route est achevée en 1756, mais d'importants travaux seront encore menés de 1780 à 1784 pour rectifier les virages et atténuer les déclivités. Dès 1771 cependant, l’utilité économique de la route est contestée. Une fontaine monumentale est construite près de la source de la Savoureuse, portant une fleur de lys à son sommet. Elle est aujourd'hui disparue. Encore aujourd'hui, la route du ballon connaît essentiellement un trafic touristique, pratiquement limité en hiver à l'accès à la station de ski par une clientèle de proximité.
Après la défaite de 1870 et l'annexion de la majeure partie de l'Alsace et d'une partie de la Lorraine, le franchissement du ballon d'Alsace bénéficie d'un regain d'intérêt : si une liaison ferroviaire était établie, elle pourrait détourner par la France une partie du trafic international vers la Suisse et l'Italie, qui emprunte, faute d'alternative, la ligne Strasbourg-Bâle désormais allemande. La Chambre de commerce de Belfort (CCI) soutient évidemment ce projet et elle organise un groupe de travail associant les autres chambres du Nord-Est, dans le but de peser dans la décision. Mais la réflexion est longue car elle implique la définition d'une ligne complète traversant la Suisse, avec des tunnels à percer dans ce pays, tandis que le franchissement du ballon se ferait lui aussi par un tunnel entre Giromagny et Le Thillot. Alors qu'en 1913, la CCI en est encore à organiser des conférences pour promouvoir ce projet, les estimations de coût mettent ce dernier à mal. En 1918, le retour à la France des provinces perdues rend le projet définitivement obsolète.
Pendant la campagne d'Alsace en novembre 1944, le sommet a été le théâtre de combats visant à ouvrir aux armées alliées un autre accès vers l'Alsace. Au cours de ces combats, deux Compagnons de la Libération ont été tués le 24 novembre 1944 :
- Yves Nonen (Lanmérin 1916 - Ballon d'Alsace 1944), premier-maître au 1er Régiment de fusiliers marins[18] ;
- Joseph Domenget (Coise-Saint-Jean-Pied-Gauthier 1908 - Ballon d'Alsace 1944), second-maître au 1er Régiment de fusiliers marins[19].

Une vierge en bronze polychrome, ex-voto de 1860, une statue de Jeanne d'Arc symbolisant l'attachement des Français à l'Alsace, inaugurée le 19 septembre 1909 (sculptée par Mathurin Moreau et Pierre le Nordez), et un monument à la gloire de démineurs morts pour la France datant de 1950 ont été érigés au ballon d'Alsace.
On peut aussi observer au sommet du Ballon d'Alsace les restes d'anciennes tranchées de la Première Guerre mondiale. De nombreuses bornes de l'ancienne frontière entre la France et l'Allemagne (frontière de 1871 à 1918) restent visibles (avec les marques F côté France et D côté Allemagne (pour Deutschland) – ces dernières sont souvent effacées). Ces bornes matérialisent désormais la limite entre les départements lorrains ou comtois d'un côté, et le Haut-Rhin de l'autre.

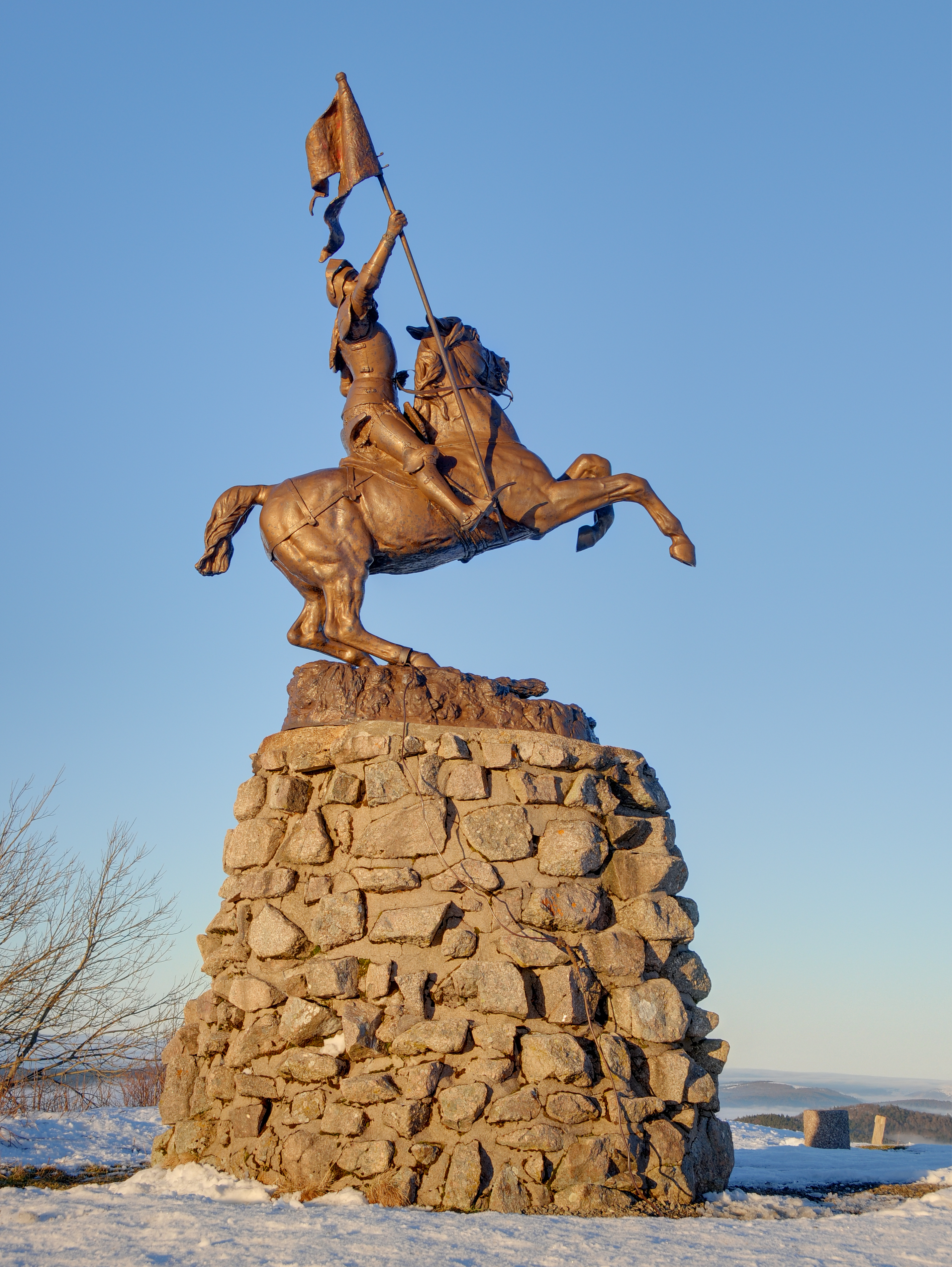
Statue de Jeanne d'Arc.
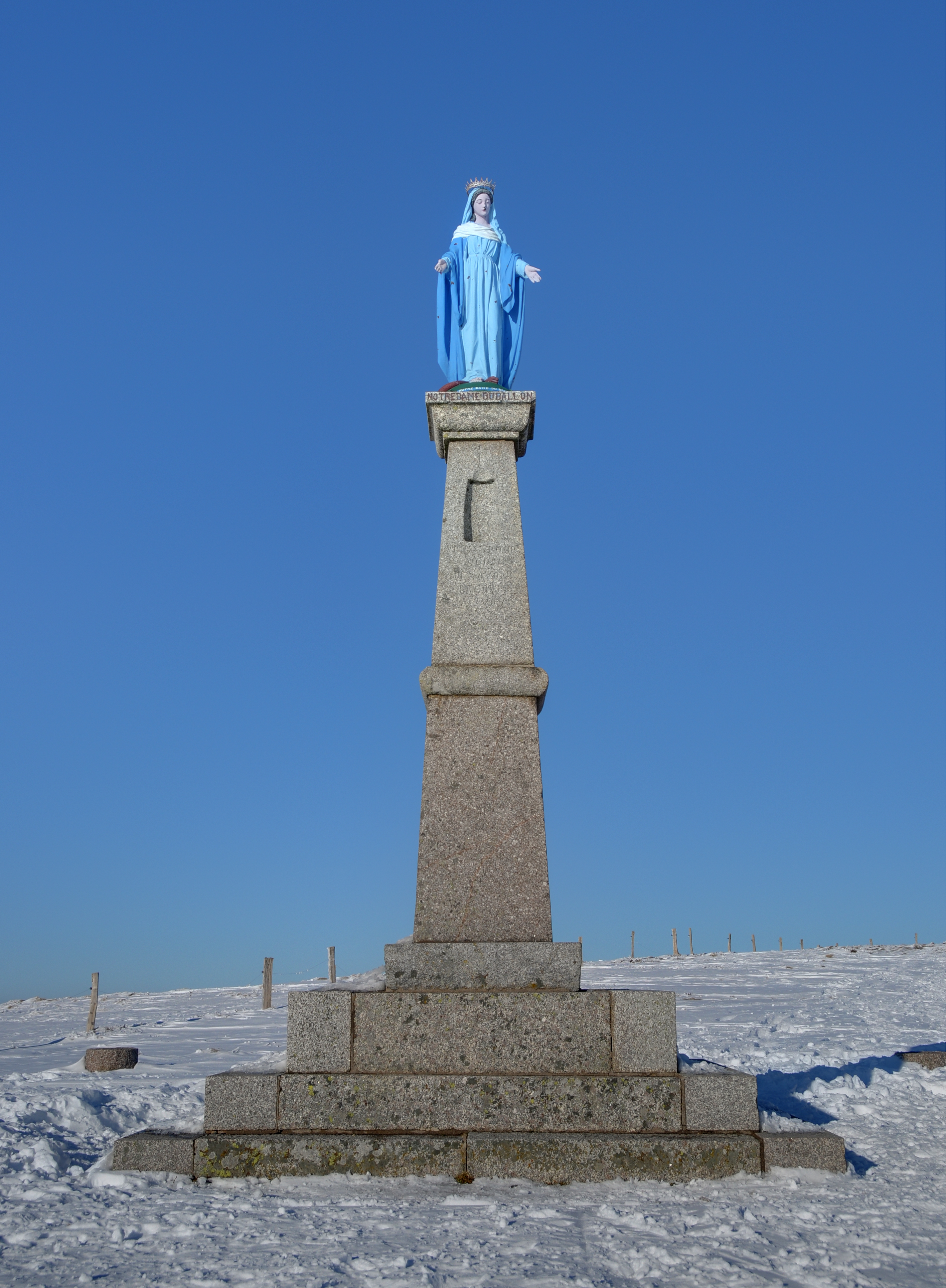
Statue de la Vierge.
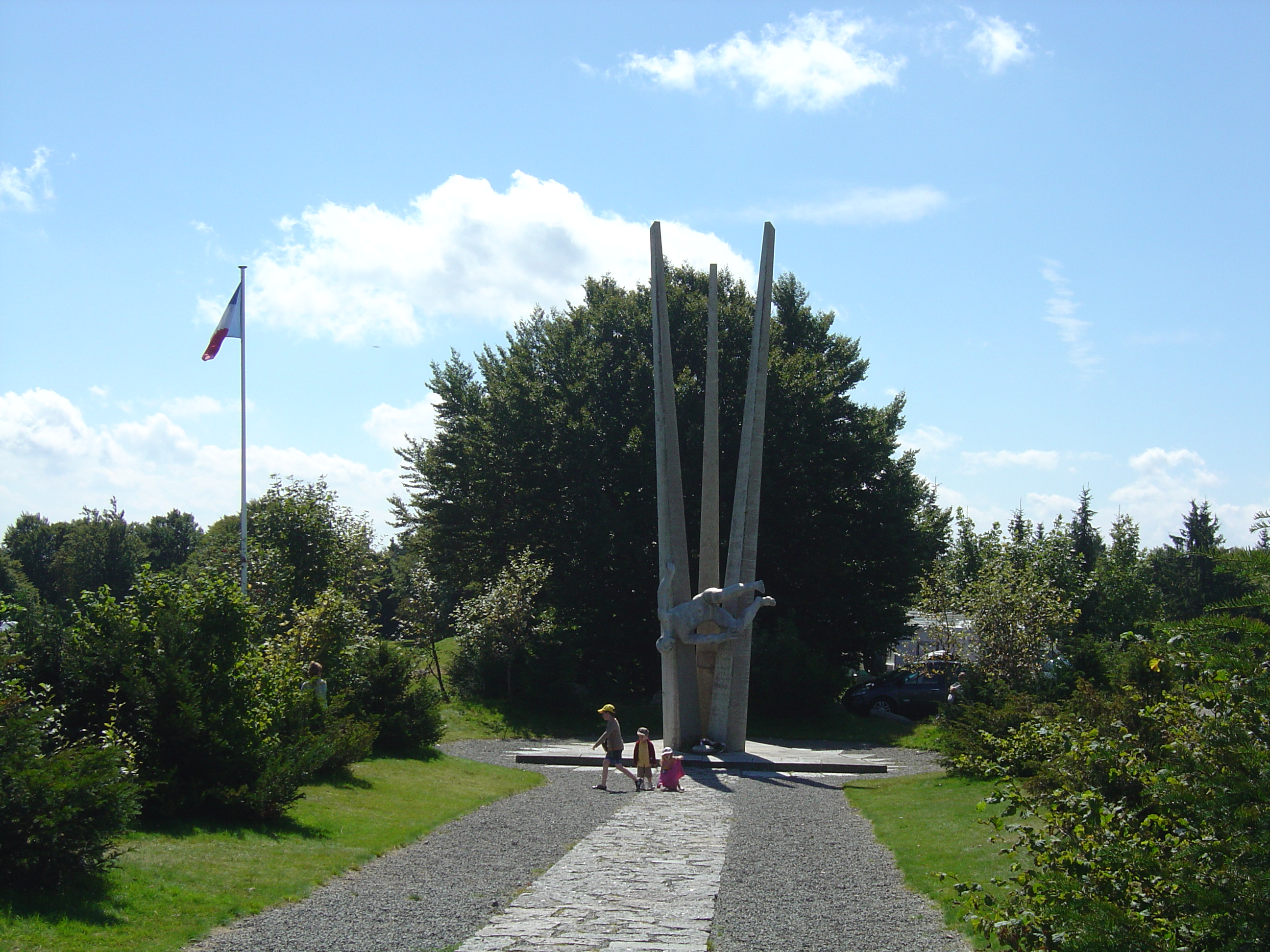
Monument en mémoire des démineurs.

## Activités

### Randonnée
Les GR 5, GR 59 et GR 7 sont les principaux itinéraires de randonnées du ballon d'Alsace. Mais celui-ci est également parcouru par de nombreux itinéraires locaux très bien balisés et entretenus par les différentes associations de randonneurs avec l'aide des conseils généraux. En particulier, une boucle balisée d'un anneau bleu permet de faire le tour complet du ballon en traversant des sites spectaculaires et pittoresques (roches de Morteville, forêt de Rundkopf, forêt de la Savoureuse). De nombreux autres itinéraires offrent de multiples combinaisons de randonnées à la journée : depuis les villages du piémont, on peut ainsi découvrir les sites remarquables du Plain de la Gentiane et du Tremontkopf, dominant la discrète et belle vallée de Riervescemont, la Planche des Belles Filles et la Chaume du Querty, le site de l'étang des Roseaux avec sa falaise, le ballon de Servance et ses grandes chaumes sauvages. Les marcheurs les plus aguerris pourront aller jusque dans le massif de la Haute Bers avec ses superbes lacs, voire jusqu'au vaste Rossberg. On peut par exemple, en deux journées, aller de Giromagny à Thann en passant une nuit dans l'une des fermes-auberges du massif, comme la très pittoresque ferme des Gressons entre ballon d'Alsace et lacs des Neuweiher. On peut aussi faire le tour complet de la vallée de Lepuix par les crêtes, ou un aller-retour par le GR5 depuis le sommet du ballon d'Alsace jusqu'au massif de la Haute Bers (avec des variantes vers les différents lacs) ou par le GR 533 vers la Planche des Belles Filles.

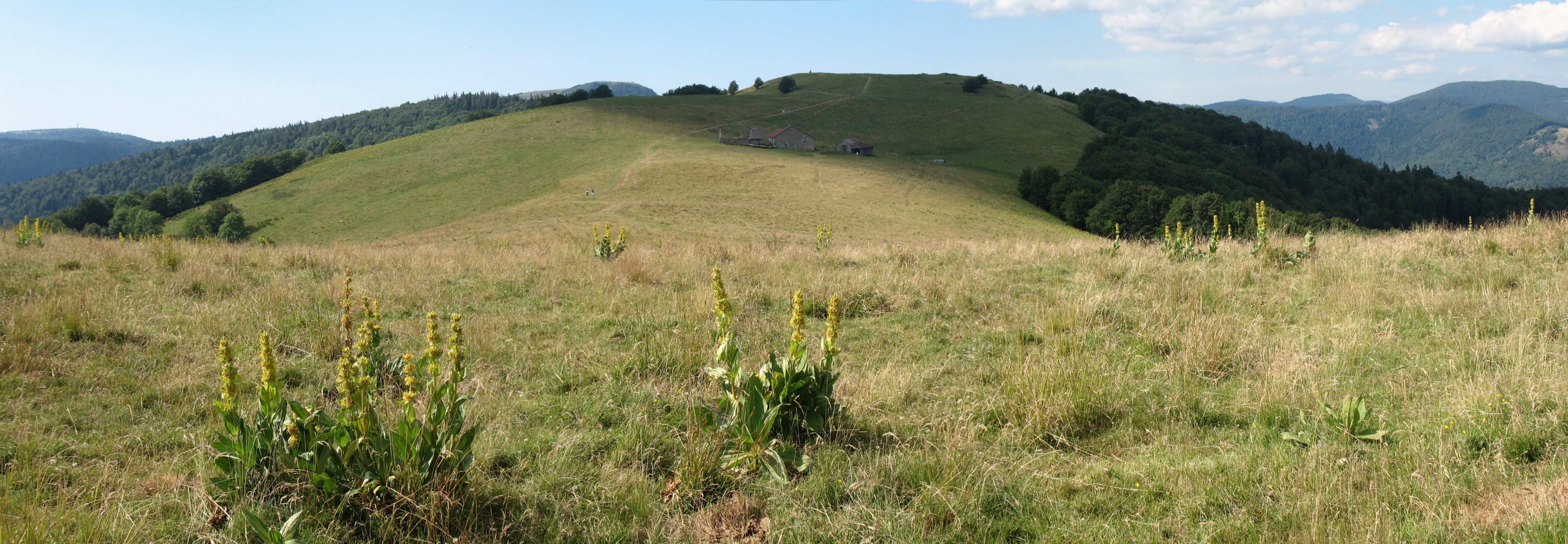
Dans le massif du ballon d'Alsace, près du Plain de la Gentiane : prés et ancienne ferme du Wissgrut, vus depuis le Tremontkopf.

### Sports d'hiver
Le ballon d'Alsace comporte une station de sports d'hiver qui fut au début du XXe siècle et bien avant l'ouverture de stations dans les Alpes, la plus proche de Paris grâce à des trains terminus à Giromagny. Le syndicat mixte interdépartemental du Ballon d'Alsace (SMIBA) regroupe les collectivités locales (communes, départements et régions) concernées par le massif du ballon ; il aménage et exploite la station de sports d'hiver et d'activités estivales via la régie Destination Ballon d'Alsace. La station est classée par le conseil départemental du Haut-Rhin parmi les quatre sites d’intérêt départemental, priorité des subventions.

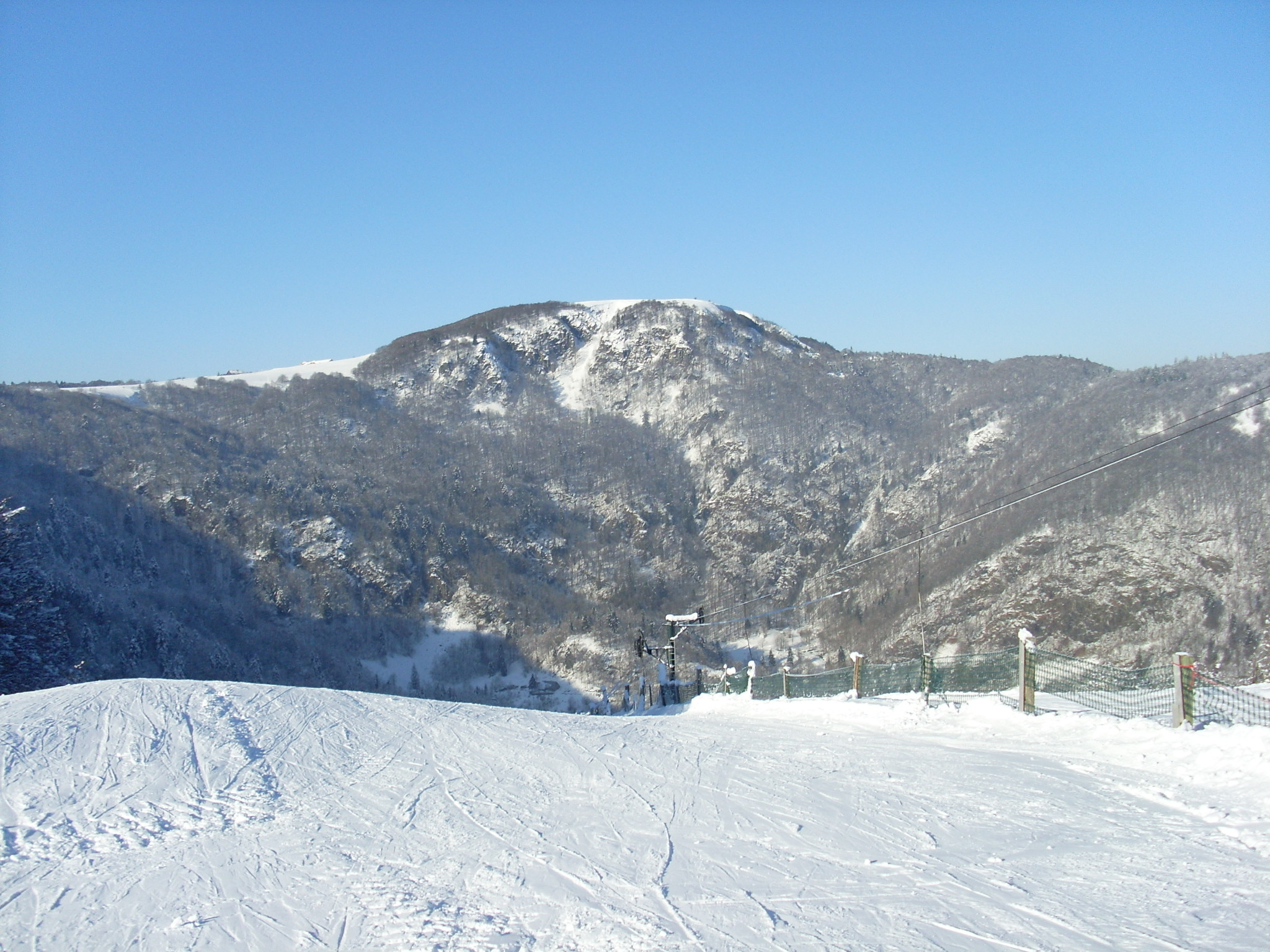
Le ballon d'Alsace depuis la piste de ski du Grand Langenberg au sud-est.

On y trouve ainsi la possibilité de pratiquer le ski alpin sur 16 pistes de ski avec infrastructures (cinq pistes vertes, trois bleues, quatre rouges, quatre noires, desservies par neuf téléskis, un télécorde et un fil neige). La piste du Grand Langenberg est d'ailleurs la piste noire comptant le plus grand dénivelé du massif vosgien, le téléski du même nom permet d'accéder à une zone hors pistes, au centre d'un ancien cirque glaciaire (couloir du Trou de la Chaudière notamment). L'École du ski français (ESF) y dispose d'un établissement. Les installations de ski alpin ne se trouvent pas au sommet même du ballon d'Alsace, mais dans les secteurs du Langenberg et de la Gentiane, reliés depuis la mise en service du téléski des Bruyères en 2009. Les caisses, une salle hors-sac, un poste de gendarmerie, l'ESF, le point de départ vers les pistes, une boutique de location de matériel, des lieux de restauration, un espace réservé aux tout-petits sont installés à la Gentiane qui dispose d'un grand stationnement automobile et est desservie par l'hiver par le « bus des neiges », une ligne d'autocar circulant au départ de Belfort exploitée par la régie « Destination Ballon d’Alsace ».
En 2013, la station a été autorisée à déployer des enneigeurs qui ont été posés en 2014. Ils utilisent l'eau du lac d'Alfeld.
Le ballon d'Alsace comporte également un vaste domaine nordique de 46 km de pistes, dont l'unique piste noire, d'une longueur de 23 km, assure la liaison à ski avec la station de ski de la Planche des Belles Filles. Sinon le domaine propose une piste verte de 1,7 km, une piste bleue de 4,3 km ainsi qu'une piste rouge de 7 km. Le site est labellisé Nordic France.
Outre le ski, il est également possible de pratiquer la raquette sur des pistes balisées et sécurisées, ainsi que la luge sur deux espaces dédiés au niveau du col du Ballon d'Alsace et du Langenberg.
Il est également possible d'effectuer des balades en chiens de traîneaux et de pratiquer le ski joëring.

### Activités d'été
Le VTT et le parapente sont également pratiqués l'été.
Le parc d'aventure AcroPark est implanté sur le secteur « Gentiane », et propose divers parcours acrobatiques de tous niveaux ainsi qu'une tyrolienne motorisée.
Le col du Ballon d'Alsace est également fréquenté par de nombreux cyclotouristes et a accueilli plusieurs fois le Tour de France.

Panorama du Grand Ballon, des Alpes suisses et du mont Blanc depuis le ballon d'Alsace.

### Tourisme
Le ballon d'Alsace, à la différence des autres sommets vosgiens, dispose de structures touristiques relativement importantes, notamment un hôtel et des restaurants.